# Irituia
Irituia is een gemeente in de Braziliaanse deelstaat Pará. De gemeente telt 30.552 inwoners (schatting 2009).